# Triunghiul morții (film)
Triunghiul morții este un film românesc din anul 1999, regizat de Sergiu Nicolaescu, în care se reconstituie luptele purtate de Armata Română împotriva ocupanților germani în Primul Război Mondial în localitățile Mărăști, Mărășești și Oituz. Ecaterina Teodoroiu (Ilinca Goia) este singura femeie care participă la bătălie. În film mai apar personaje importante ca generalul Alexandru Averescu (Sergiu Nicolaescu), regele Ferdinand (Eusebiu Ștefănescu) și regina Maria (Maia Morgenstern).

## Distribuție
- Valentin Teodosiu — sergentul Dumitru Ailenei, cel mai mare din cei șase frați Ailenei
- George Alexandru — soldatul gornist Ailenei
- Sergiu Nicolaescu — generalul Alexandru Averescu, comandantul Armatei a II-a
- Silviu Stănculescu — generalul francez Henri Mathias Berthelot
- Maia Morgenstern — regina Maria a României
- Ilinca Goia — slt. Ecaterina Teodoroiu („Cătălina Toderoiu”)
- Virgil Andriescu — generalul Constantin Prezan, comandantul Statului Major General
- Iurie Darie — feldmareșalul german Mackensen, comandantul Grupului de Armate Mackensen
- Eusebiu Ștefănescu — regele Ferdinand I al României
- Ion Dichiseanu — împăratul Wilhelm al II-lea al Germaniei
- Cristian Șofron — lt.col. Grigore Crăiniceanu („Mișu), fiul gen. Crăiniceanu, comandantul Regimentului 25 Infanterie, prietenul col. Sturdza
- Ștefan Velniciuc — col. prinț Alexandru Sturdza, comandantul Diviziei 8 Infanterie
- Ștefan Bănică jr. — serg. german Franz
- Mihai Constantin — serg. german Jürgen
- Mircea Rusu — căpitanul Grigore Ignat, comandantul Companiei I Mitraliere
- Emil Hossu — generalul Eremia Grigorescu, noul comandant al Armatei I-a
- Vlad Ivanov — maiorul Ion Antonescu, șeful Biroului Operații al Statului Major General (menționat Vladimir Ivanov)
- Radu Bânzaru — lt. german Erwin Rommel
- Zoltan Butuc — cpt. Popa, comandant de companie
- Viorel Comănici — cpt. Polihroniadi, cel care l-a denunțat pe slt. Grigore Ciulei ca trădător
- Valentin Popescu — maiorul german Kleist, comandantul unui regiment german
- Monica Ghiuță — mama col. Crăiniceanu, sora gen. Prezan
- Constantin Cotimanis — Octavian Goga, poet și om politic român
- Vladimir Găitan — generalul Constantin Christescu, comandantul Armatei I-a
- Cornel Gârbea — ostaș bătrân din plutonul Ecaterinei Teodoroiu
- Ernest Maftei	— bătrânul soldat Ion Gheorghe („Ghiță”) Purice, care a salvat viața gen. Averescu la Flămânda
- Petre Pletosu
- Justinian Radu — soldatul Andrei Ailenei (menționat Radu Justinian)
- Silviu Biriș — soldatul Gheorghe („Gheorghiță”) Ailenei
- Matei Alexandru — generalul Crăiniceanu, fost comandant al Armatei a II-a
- Petre Moraru — ofițerul adjutant al gen. Averescu
- Florin Tănase — sergent român
- Geo Dobre — general german
- Eugen Cristian Motriuc — colonelul german Schmidt, comandant de unitate la Mărăști
- George Vlad Ciobanu
- Ioan Doruțiu
- Cosmin Șofron — căpitanul Dan
- Alexandru Lungu — soldatul Nae, care a găsit un cățel pe linia frontului, fost cioban
- Eugenia Bosânceanu
- Dan Tudor — sergentul Sandu
- Florin Chevorchian — soldatul Nelu Plăvițu din plutonul Ecaterinei Teodoroiu
- Liviu Crăciun — Ion I.C. Brătianu, prim-ministrul României
- Valentin Ionescu
- Ionel Mihăilescu — ofițerul care citește sentința de condamnare a col. Crăiniceanu
- Ion Lupu — general român
- Andrei Ionescu
- Ion Siminie — generalul german Curt von Morgen, comandant al Corpului I Rezervă
- Valeriu Arnăutu
- Ion Bechet
- Barbu Daniel
- George Ulmeni
- Florin Petrini
- Florin Coveșanu
- Răzvan Roxin
- Cristian Mircea
- Florin Nicolaescu
- Sorin Moise (menționat Moise Sorin)
- Georgian Grigoraș (menționat Grigoraș Georgian)
- Alexandru Georgescu
- Iulius Liptac
- Gheorghe Șimonca
- Ion Chelaru — soldatul Ștefan Ailenei (menționat Ioan Chelaru)
- Dragoș Ionescu — slt. Grigore Ciulei, comandant de companie executat pentru părăsirea înălțimii Momâia (nemenționat)
- Mircea Badea — slt. Titus Frențiu, voluntarul transilvănean cu picioarele amputate (nemenționat)
- Ovidiu Niculescu — col. Carol, prințul moștenitor al Regatului României, comandant de regiment (nemenționat)
- Mihai Niculescu — ofițer adjutant regal (nemenționat)
- Marian Ciripan - maiorul Stere (nemenționat)

## Producție
Sergiu Nicolaescu afirma în volumul său de memorii că Ecaterina Teodoroiu a locuit în timpul Primului Război Mondial în casa părinților mamei lui din Târgu Jiu. Mama sa, Sevastița Cambrea (1903-1980), a cunoscut-o foarte bine pe tânăra eroină. Ambii săi părinți au fost cercetași în Primul Război Mondial.
Filmările au avut loc în vara anului 1997. În timp ce filma pe poligonul de la Mihai Bravu, Nicolaescu a primit o adresă de la Mircea Daneliuc, directorul general al societății Rofilm, prin care era anunțat că filmările vor fi întrerupte. A doua zi, conducerea studioului de la Buftea a oprit echipa de filmare să se deplaseze la poligon. Având un termen fixat de finalizare, Nicolaescu s-a dus la Radu Gabrea, președintele Centrului Național al Cinematografiei (C.N.C.) și i-a prezentat situația apărută, dar Gabrea i-a cerut să dea o declarație scrisă că va finaliza filmările la termenul fixat, în caz contrar urmând să răspundă cu averea personală pentru sumele alocate de CNC. Presat de timp, regizorul a intervenit în Parlament și a obținut alocarea de la bugetul statului a unei sume de bani pentru continuarea filmărilor. În plus, Banca Națională a României și Bancorex au oferit sponsorizări. Nicolaescu a adus o echipă de filmare din Republica Moldova, cu grup electrogen, electricieni, mecanici de cameră, șarfeur și travlingiști, cu care a continuat și finalizat filmările.

## Veziși
- Listă de filme românești despre Primul Război Mondial